# Mellicta rebeli
Mellicta rebeli is een vlinder uit de familie Nymphalidae. De wetenschappelijke naam van de soort is voor het eerst geldig gepubliceerd in 1929 door Wnukowsky.